# Franz Bösken
Franz Bösken (* 27. Februar 1909 in Meppen; † 11. August 1976 in Mainz) war ein deutscher Musikpädagoge, NS-Musikfunktionär, Hochschullehrer, Orgelforscher und Autor.

## Leben und Werk
Bösken wurde 1909 als Sohn des Gymnasialdirektor Edmund Bösken und dessen Frau Antonie geb. Rolenkohl geboren. Nach dem Abitur in Papenburg studierte Franz Bösken Musikwissenschaft, Kunstgeschichte, Germanistik und Romanische Philologie in Köln, München, Paris, Münster und Fribourg. An der Universität Fribourg wurde er 1933 mit der Arbeit über die Musikgeschichte der Stadt Osnabrück promoviert. 
Am 1. Mai 1937 wurde Bösken NSDAP-Mitglied (Mitgliedsnummer 4.795.820). Er wirkte als Hitlerjugend (HJ)-Führer in Münster sowie anschließend in Wiesbaden, wo er im Rang eines Oberstammführers die Kulturabteilung der HJ-Gebietsführung Hessen-Nassau leitete. Im Mai 1939 wurde ihm zudem die Leitung der Abteilung Presse und Propaganda übertragen. Im November 1943 wurde er vom Bann- zum Oberbannführer befördert. 1944 war er als kommissarischer Leiter des Seminars für Musikerzieher der HJ an der 1939 neu gegründeten Staatlichen Hochschule für Musikerziehung in Graz-Eggenberg tätig, ebenso wie seine Frau Anneliese (NSDAP seit 1. September 1937, Mitglieds-Nr. 5.855.093), die seit dem Sommersemester 1943 an der Grazer NS-Musikhochschule Fest- und Feiergestaltung unterrichtete.
Während des Zweiten Weltkriegs leistete er zudem Militärdienst. Nach Entlassung aus der Kriegsgefangenschaft Mitte 1945 lebte er zunächst in Schornsheim, der Heimatgemeinde seiner Frau Anneliese, geborene Balzer. 1949 nahm der in Mainz das Studium der Schulmusik auf. Mit dem 1. Staatsexamen als trat er 1950 als Studienreferendar eine Stelle am Rabanus-Maurus-Gymnasium in Mainz an.
Seit 1952 war er Mitglied in der Gesellschaft der Orgelfreunde und wirkte seit demselben Jahr als Orgelsachverständiger beim Landesamt für Denkmalpflege und seit 1968 als Mitglied des Landesdenkmalrates in Rheinland-Pfalz. Im Jahr 1961 gründete er zusammen mit Adam Gottron die Arbeitsgemeinschaft für mittelrheinischen Musikgeschichte, die er bis 1974 als zweiter Vorsitzender leitete. Bösken wurde 1964 an das Staatliche Hochschulinstitut für Musik in Mainz als Dozent für Musikerziehung berufen. 1966 wurde er zum Professor des Instituts ernannt und 1973 im Zuge der Eingliederung des Instituts in die Universität zum Professor der Universität Mainz, bevor er 1974 in den Ruhestand eintrat.
Unter seinen zahlreichen Publikationen treten die  umfangreichen Orgelinventare in der Reihe Beiträge zur Mittelrheinischen Musikgeschichte und seine grundlegende Abhandlung über die Orgelbauerfamilie Stumm hervor. Sein Wirken als Orgelforscher konzentrierte sich darauf, die Orgellandschaft Hessen, Rheinhessen und Rheinland-Pfalz zu erschließen.

## Kontakte zu ehemaligen NS-Musikfunktionären nach 1945
Franz Bösken war Autor in dem von Wolfgang Stumme (NSDAP seit 1. Mai 1937) herausgegebenen, 1944 in zweiter Auflage erschienenen Sammelband Musik im Volk mit Beiträgen zahlreicher nationalsozialistischer Musikfunktionäre, die nach 1945 schnell wieder Karriere machten, u. a. Wilhelm Ehmann, Felix Oberborbeck, Wilhelm Twittenhoff, Richard Eichenauer, Ernst-Lothar von Knorr oder Gotthold Frotscher. Wie diese gelangte auch Bösken nach dem Krieg rasch wieder in einflussreiche Positionen. Darüber hinaus blieb er bis zu seinem Tod in engem Kontakt mit ehemaligen NS-Musikfunktionären. So nahm er bereits 1946 an einem Treffen ehemaliger Dozenten und Studierender der als NS-Eliteeinrichtung gegründeten Grazer Hochschule für Musikerziehung in Buchholz bei Hamburg teil. 1947 vertrat Bösken seinen ehemaligen Grazer Chef, Felix Oberborbeck (NSDAP-Mitglied seit 1. Mai 1933), auf der von Oberborbeck initiierten Singwoche in Vlotho. Im Jahr 1959 war Bösken erneut Teilnehmer eines Treffens von Ehemaligen der Grazer NS-Musikhochschule in Straßburg, unter anderem zusammen mit dem Rezitator und Sprecherzieher Bernd Poieß, der ebenfalls während der NS-Diktatur Karriere gemacht hatte und diese nach 1945 fortsetzen konnte.  1962 nahm Bösken zusammen mit Oberborbeck an der Feier zum 60. Geburtstag des Musikforschers und Autors in NS-Publikationen Karl Gustav Fellerer (NSDAP-Mitglied Nr. 8.208.711) teil. Mit Oberborbeck pflegte das Ehepaar Bösken bis in die 1970er Jahre engen Kontakt.

## Schriften (Auswahl)
- mit Hermann Fischer, Matthias Thömmes: Quellen und Forschungen zur Orgelgeschichte des Mittelrheins. Bd. 4: Regierungsbezirke Koblenz und Trier, Kreise Altenkirchen und Neuwied. 2 Bände. Schott, Mainz 2005, ISBN 978-3-7957-1342-3 (Beiträge zur Mittelrheinischen Musikgeschichte 40).
- mit Andreas Jaschinski: Osnabrück. In: Die Musik in Geschichte und Gegenwart. Sachteil, Bd. 7. 2. Auflage. Bärenreiter, Kassel 1997, S. 1163–1166.
- mit Hermann Fischer: Quellen und Forschungen zur Orgelgeschichte des Mittelrheins. Bd. 3: Ehemalige Provinz Oberhessen. Teil 1 (A–L). Schott, Mainz 1988, ISBN 3-7957-1330-7 (Beiträge zur Mittelrheinischen Musikgeschichte 29,1).
- mit Hermann Fischer: Quellen und Forschungen zur Orgelgeschichte des Mittelrheins. Bd. 3: Ehemalige Provinz Oberhessen. Teil 2 (M–Z). Schott, Mainz 1988, ISBN 3-7957-1331-5 (Beiträge zur Mittelrheinischen Musikgeschichte 29,2).
- Quellen und Forschungen zur Orgelgeschichte des Mittelrheins. Bd. 2: Das Gebiet des ehemaligen Regierungsbezirks Wiesbaden (= Beiträge zur Mittelrheinischen Musikgeschichte 7,1. Teil 1 (A–K)). Schott, Mainz 1975, ISBN 3-7957-1307-2.
- Quellen und Forschungen zur Orgelgeschichte des Mittelrheins. Bd. 2: Das Gebiet des ehemaligen Regierungsbezirks Wiesbaden (= Beiträge zur Mittelrheinischen Musikgeschichte 7,2. Teil 2 (L–Z)). Schott, Mainz 1975, ISBN 3-7957-1370-6.
- Orgelbauer aus Österreich am Mittelrhein in der ersten Hälfte des 18. Jahrhunderts. Braumüller, Wien 1975.
- Quellen und Forschungen zur Orgelgeschichte des Mittelrheins. Bd. 1: Mainz und Vororte – Rheinhessen – Worms und Vororte (= Beiträge zur Mittelrheinischen Musikgeschichte 6). Schott, Mainz 1967, ISBN 978-3-7957-1306-5.
- Zur Geschichte der Trierer Domorgel nach 1794. Festschrift für Alois Thomas, 1967, S. 39–52.
- Die Musik in der Schornsheimer Kirche. In: Mainzer Zeitschrift. Jg. 60/61, 1965/1966, S. 107–117.
- mit Ernst Fritz Schmid: Die Orgeln von Amorbach. Eine Musikgeschichte des Klosters. 2. Auflage. Schott, Mainz 1963.
- Die Orgeln der evangelischen Marienstiftskirche in Lich. (= Beiträge zur Mittelrheinischen Musikgeschichte 6). Schmidt, Mainz 1962.
- Beiträge zur Orgelgeschichte des Mittelrheins bis zum Beginn des 16. Jahrhunderts. 1961.
- Die Orgelbauerfamilie Stumm aus Rhaunen-Sulzbach und ihr Werk. Ein Beitrag zur Geschichte d. Orgelbaus am Mittelrhein.  In: Mainzer Zeitschrift. Jg. 55, 1960, S. 1–108.
- Die Orgeln in der Stadtkirche zu Wertheim. In: Mainfränkisches Jahrbuch für Geschichte und Kunst. Jg. 11, 1959, S. 197–233.
- Musikgeschichte der Stadt Osnabrück. Die geistliche und weltliche Musik bis zum Beginne des 19. Jahrhunderts (= Freiburger Studien zur Musikwissenschaft 5). Pustet, Regensburg 1937.